# 青森ベイブリッジ

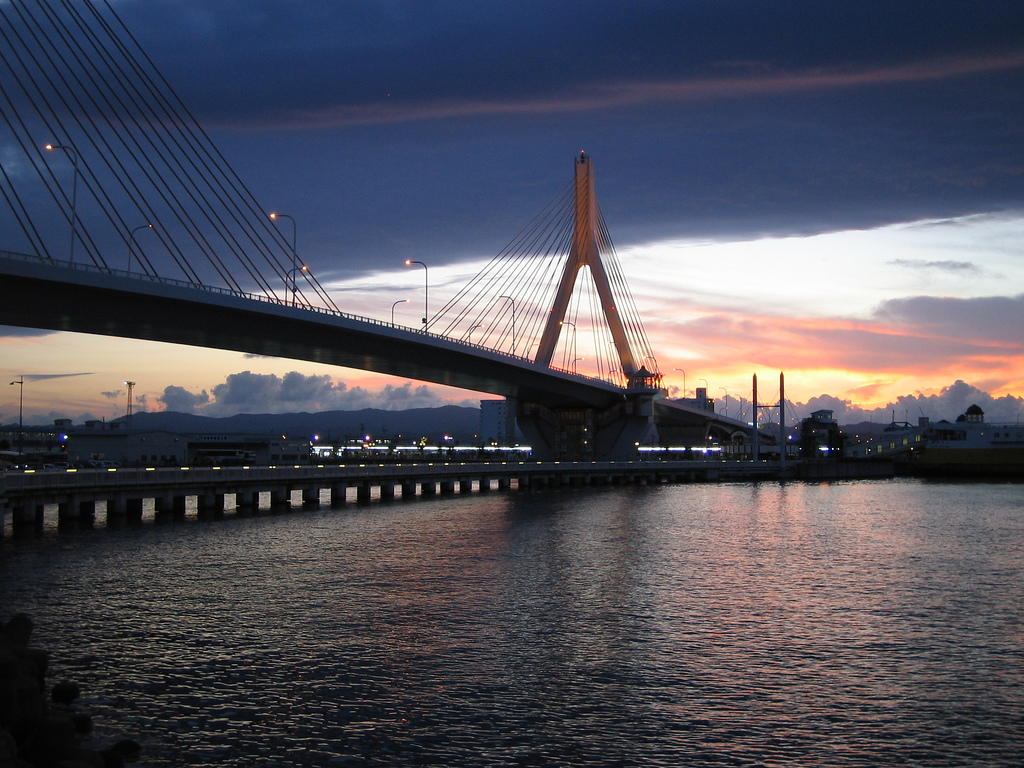
夜のライトアップ

青森ベイブリッジ（あおもりベイブリッジ）は、青森県青森市にある橋梁である。青森港の貨物運搬の渋滞緩和を目的として建てられた。青森市の名景の1つとなっている。

## 概要
名称は県民からの公募により決定された。名称決定前の仮称は青森大橋。橋長は1,219mであり、市内では最長、県内では八戸大橋（1,323.7m）に次いで2番目となる。それまで青森市で最長であったのは青森西バイパスの青森高架橋（993.8m、2016年現在は青森県3位）であった。
非常に外観を重視した橋であり、総工費も約270億円に達した（八戸大橋の総工費は89億3700万円）。主塔に高強度コンクリートを使用している。
橋脚やケーブルなどいたる箇所に青森の頭文字である「A」の形がかたどられている。
長らく路面凍結に悩まされてきたため、海水のパイプを道路下に埋め込み融雪機能の付いた橋にしようとしたが、事業費や工事期間の問題のため一部使用に留まり当初計画していた全線融雪は実施のめどは立っていない。それでも使用前よりは事故は大幅に減った。
冬期は、支柱間に張り巡らされたケーブルからの落雪・落氷による事故を防止するため、ベイブリッジの歩道橋部分が通行止めとなり、車道についても、状況次第では、通行止めとなる。

## 橋梁概要
- 路線名：青森港臨港道路2号線
- 橋長：1,219.0m（中央径間498m、側径間721m）
- 幅員：25.0m
- 橋梁形式：PC斜張橋（主径間部）
- 車線数:4車線

## 沿革
- 1982年（昭和57年） - 事業化（事業名：青森港改修事業、区間1993m）。
- 1985年（昭和60年） - 着工。
- 1992年（平成4年）7月 - 暫定2車線供用開始。土木学会田中賞を受賞。
- 1994年（平成6年）7月 - 4車線全線供用開始。
- 2002年（平成14年） - 耐震融雪事業開始（事業名：青森港 本港地区 橋梁（耐震強化）、総事業費約25億円）。
- 2004年（平成16年）12月 - 沖館方面下り442m融雪開始。
- 2006年（平成18年）2月 - 本町方面、交差点付近138m融雪開始。この区間から沖館方面253mも同年末に融雪開始。

## 主な接続道路
- 青森県道18号青森港線（通称：柳町通り）
- 臨港道路1号線（西の道路）
- 臨港道路3号線（東の道路）

## 周辺
- 青森駅 - 橋りょうが駅ホームをまたいでいる。
- 青函連絡船メモリアルシップ八甲田丸
- 青森県観光物産館アスパム